# 連合国 (第一次世界大戦)

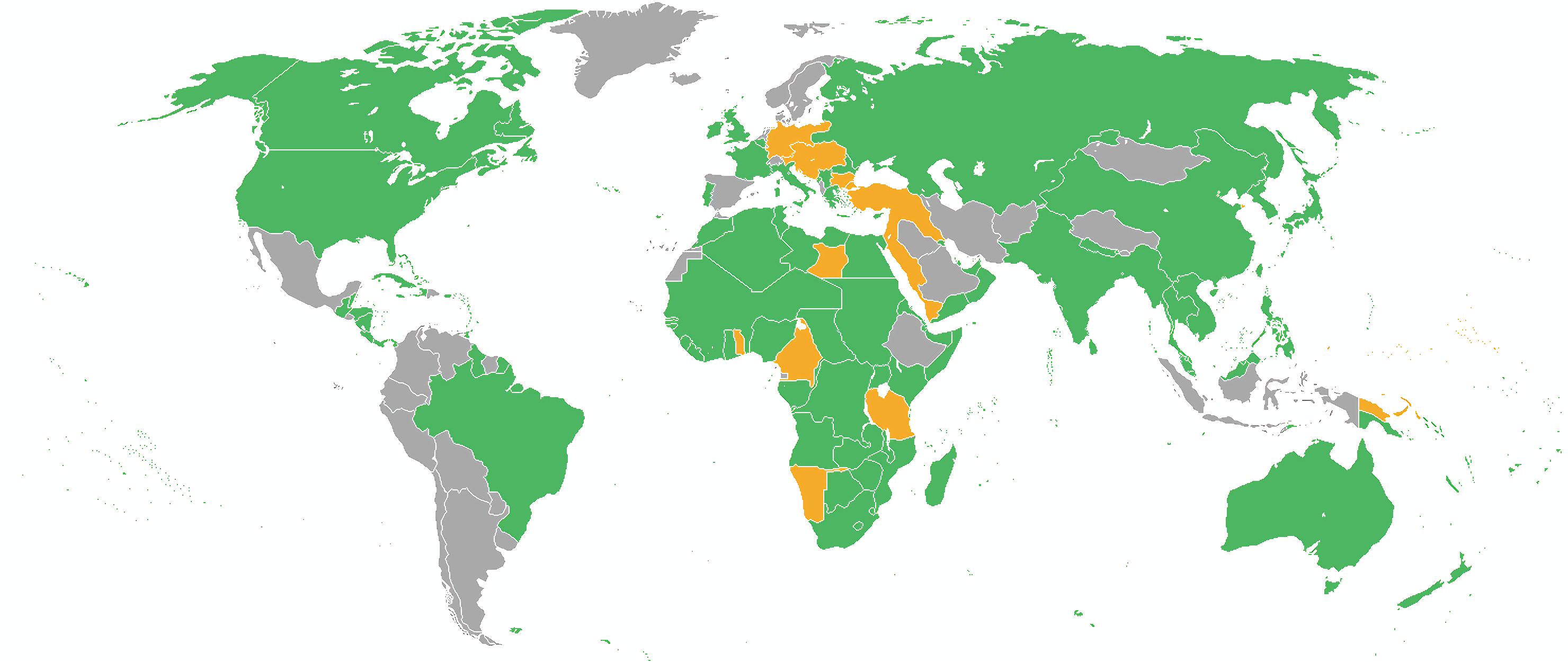

連合国 (れんごうこく、英語: Allies) または協商国 (きょうしょうこく、英: Entente) は、第一次世界大戦で中央同盟国（同盟国：ドイツ、オーストリア、オスマン帝国、ブルガリア王国）と戦った国家連合。条約等で用いられた正式名称は同盟及び連合国（英: Allied and Associated Powers）であり、同盟 (Allied) はイギリス・フランス・日本・ロシアなどの同盟国、連合 (associated) は同盟関係にないアメリカ合衆国などを指す。

## 経緯

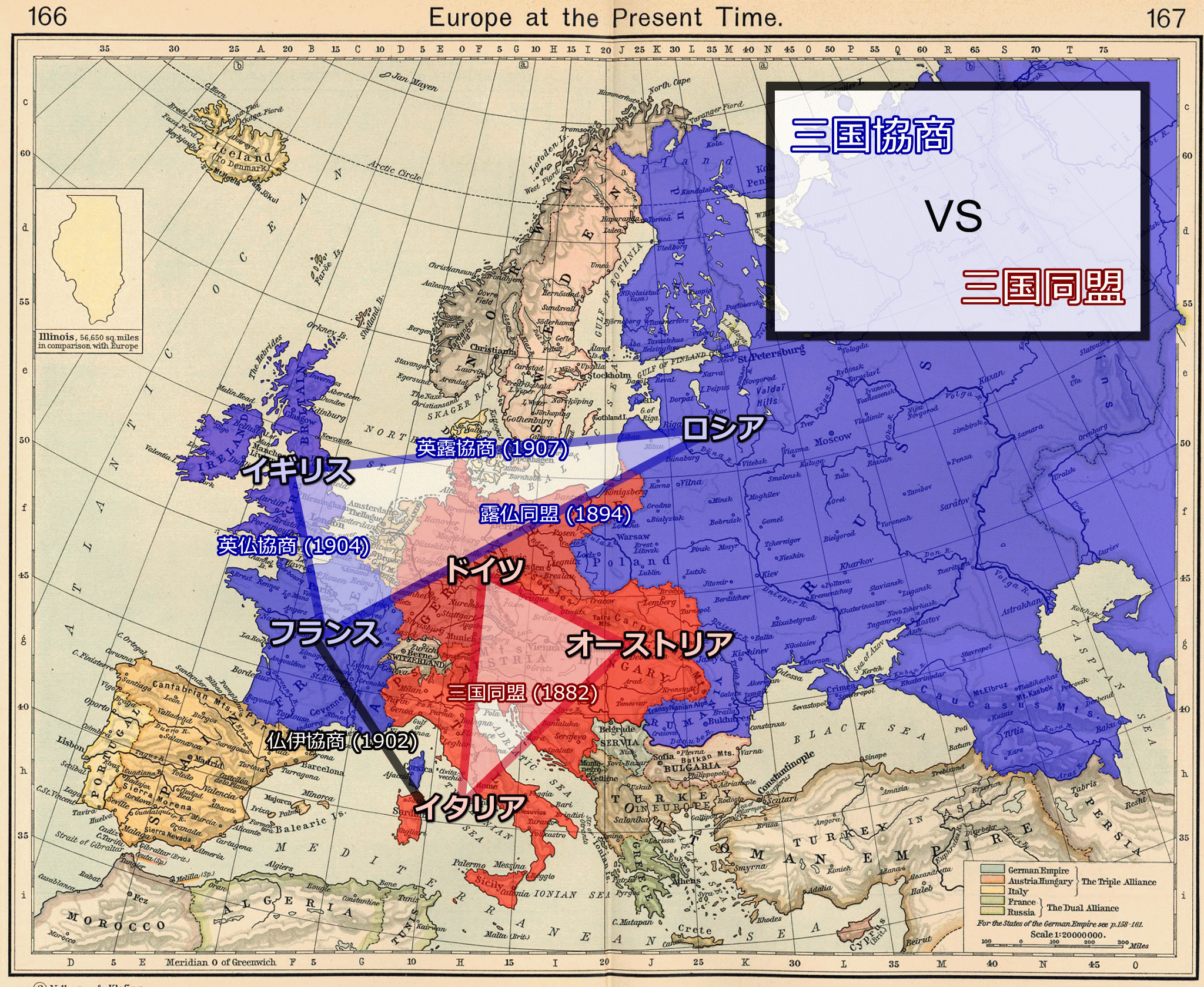
三国協商と三国同盟

第一次世界大戦前夜、ドイツ・オーストリア・イタリアの三国同盟に対して、フランス・ロシア・イギリスが露仏同盟・英仏協商・英露協商を相互に結んで三国協商として対抗したのが始まりである。
1914年、第一次世界大戦が勃発すると、日本も日英同盟によりイギリス政府から参戦を要請され、協商側の連合国に加わる。イタリアは1915年、未回収のイタリアの返還がロンドン密約で約束されると連合国に転じた。
また、これらの国々と軍事同盟を結んでいなかったアメリカ合衆国は、中立国としてふるまう一方、連合国寄りの対外政策を取り、物資の調達などによって連合国を支援するにとどまった。しかし、ドイツ海軍の無制限潜水艦作戦によるルシタニア号事件等で対独感情が悪化する中で起きたツィンメルマン電報事件が決定打となり、1917年に連合国として参戦した。一方、ロシアは1917年の2月革命により帝政が崩壊し、十月革命の後政権を握ったボリシェヴィキ政府は単独でドイツと講和し（ブレスト＝リトフスク条約）、連合国から離脱した。
当時は独立国でなかったポーランド、チェコスロバキア、ヒジャーズ王国、アルメニア共和国などの独立派も連合国側として戦い、戦後に独立を認められ、講和条約に参加している。
戦争終結後も、パリ講和会議などを通じて、アメリカ合衆国を除いてだが国際連盟の創設をはじめ、世界秩序の基本として連携は存続したが、ドイツをも含めたロカルノ体制の成立により、連合国としての枠組みは消滅した。

## 連合国一覧

### 主要国
- フランス共和国
- 大英帝国(グレートプリテン及びアイルランド連合王国)
- ロシア帝国（1917年3月12日に帝政崩壊、ソビエト政府（ボリシェヴィキ）が12月15日に休戦、1918年2月9日に講和。）
- イタリア王国
- 大日本帝国
- アメリカ合衆国（1917年4月6日から。）
- ルーマニア王国（1916年8月27日から。）[2]

### その他の連合国
- ベルギー王国
- ギリシャ王国
- ポルトガル
- モンテネグロ王国（1918年11月、セルビアとの王朝統合を決議。講和会議に招かれたが全権を派遣しなかった。）
- セルビア王国
  - 後に ユーゴスラビア王国（正式名称はセルビア人・クロアチア人・スロベニア人王国）
- タイ

英連邦内の連合国
- 英領インド帝国
- オーストラリア
- カナダ
- ニュージーランド
- 南アフリカ連邦

#### ドイツ、オーストリア＝ハンガリー、ブルガリアに宣戦した連合国
- 中華民国
- キューバ

#### ドイツ、オーストリア＝ハンガリーに宣戦した連合国
- ニカラグア
- パナマ

#### ドイツのみに宣戦した連合国
- ボリビア
- ブラジル
- エクアドル
- グアテマラ
- ハイチ
- ホンジュラス
- リベリア
- ペルー
- ウルグアイ

### 戦後に独立を承認された連合国
- ポーランド
- ヒジャーズハシミテ王国（ドイツ、ブルガリア、オスマン帝国に宣戦）
- チェコスロバキア（チェコ軍団）
- アルメニア共和国（対オスマン帝国のみに宣戦）

## 宣戦布告年月日
背景黄色は実態無しの戦争状態。
| 日付     | 宣戦国                           | 対象国                                                                    |
| 1914年   | 1914年                           | 1914年                                                                    |
| -------- | -------------------------------- | ------------------------------------------------------------------------- |
| 7月28日  | オーストリア＝ハンガリー帝国     | セルビア王国                                                              |
| 8月1日   | ドイツ帝国                       | ロシア帝国                                                                |
| 8月3日   | ドイツ帝国                       | フランス                                                                  |
| 8月4日   | ドイツ帝国                       | ベルギー                                                                  |
| 8月4日   | イギリス                         | ドイツ帝国                                                                |
| 8月5日   | モンテネグロ                     | オーストリア＝ハンガリー帝国                                              |
| 8月6日   | オーストリア＝ハンガリー帝国     | ロシア帝国                                                                |
| 8月6日   | セルビア王国                     | ドイツ帝国                                                                |
| 8月9日   | モンテネグロ                     | ドイツ帝国                                                                |
| 8月11日  | フランス                         | オーストリア＝ハンガリー帝国                                              |
| 8月12日  | イギリス                         | オーストリア＝ハンガリー帝国                                              |
| 8月22日  | オーストリア＝ハンガリー帝国     | ベルギー                                                                  |
| 8月23日  | 大日本帝国                       | ドイツ帝国                                                                |
| 8月25日  | 大日本帝国                       | オーストリア＝ハンガリー帝国                                              |
| 11月1日  | ロシア帝国                       | オスマン帝国                                                              |
| 11月2日  | セルビア王国                     | オスマン帝国                                                              |
| 11月3日  | モンテネグロ                     | オスマン帝国                                                              |
| 11月5日  | イギリス · フランス              | オスマン帝国                                                              |
| 1915年   |                                  |                                                                           |
| 5月23日  | イタリア王国                     | オーストリア＝ハンガリー帝国                                              |
| 8月21日  | イタリア王国                     | オスマン帝国                                                              |
| 10月14日 | ブルガリア王国                   | セルビア王国                                                              |
| 10月15日 | イギリス · モンテネグロ          | ブルガリア王国                                                            |
| 10月16日 | フランス                         | ブルガリア王国                                                            |
| 10月19日 | イタリア王国 · ロシア帝国        | ブルガリア王国                                                            |
| 1916年   |                                  |                                                                           |
| 3月9日   | ドイツ帝国                       | ポルトガル                                                                |
| 3月15日  | オーストリア＝ハンガリー帝国     | ポルトガル                                                                |
| 8月27日  | ルーマニア王国                   | オーストリア＝ハンガリー帝国                                              |
| 8月27日  | イタリア王国                     | ドイツ帝国                                                                |
| 8月28日  | ドイツ帝国                       | ルーマニア王国                                                            |
| 8月30日  | オスマン帝国                     | ルーマニア王国                                                            |
| 9月1日   | ブルガリア王国                   | ルーマニア王国                                                            |
| 1917年   |                                  |                                                                           |
| 4月6日   | アメリカ合衆国                   | ドイツ帝国                                                                |
| 4月7日   | キューバ                         | ドイツ帝国                                                                |
| 4月10日  | ブルガリア王国                   | アメリカ合衆国                                                            |
| 4月13日  | ボリビア                         | ドイツ帝国                                                                |
| 4月20日  | オスマン帝国                     | アメリカ合衆国                                                            |
| 7月2日   | ギリシャ王国                     | ドイツ帝国 · オーストリア＝ハンガリー帝国 · オスマン帝国 · ブルガリア王国 |
| 7月22日  | タイ                             | ドイツ帝国 · オーストリア＝ハンガリー帝国                                 |
| 8月4日   | リベリア                         | ドイツ帝国                                                                |
| 8月14日  | 中華民国                         | ドイツ帝国 · オーストリア＝ハンガリー帝国                                 |
| 10月6日  | ペルー                           | ドイツ帝国                                                                |
| 10月7日  | ウルグアイ                       | ドイツ帝国                                                                |
| 10月26日 | ブラジル                         | ドイツ帝国                                                                |
| 11月7日  | アメリカ合衆国                   | オーストリア＝ハンガリー帝国                                              |
| 11月7日  | エクアドル                       | ドイツ帝国                                                                |
| 11月10日 | パナマ                           | オーストリア＝ハンガリー帝国                                              |
| 11月16日 | キューバ                         | オーストリア＝ハンガリー帝国                                              |
| 1918年   |                                  |                                                                           |
| 4月23日  | グアテマラ                       | ドイツ帝国                                                                |
| 5月8日   | ニカラグア                       | ドイツ帝国 · オーストリア＝ハンガリー帝国                                 |
| 5月23日  | コスタリカ                       | ドイツ帝国                                                                |
| 7月12日  | ハイチ                           | ドイツ帝国                                                                |
| 7月19日  | ホンジュラス                     | ドイツ帝国                                                                |
| 11月10日 | ルーマニア王国（休戦後、再宣戦） | ドイツ帝国                                                                |

## 連合国の動員数と死傷者
| 国名                 | 動員数      | 死者      | 戦傷者     | 死傷者合計 | 損害割合 |
| -------------------- | ----------- | --------- | ---------- | ---------- | -------- |
| オーストラリア       | 412,9531    | 61,928    | 152,171    | 214,099    | 52%      |
| ベルギー             | 267,0003    | 38,172    | 44,686     | 82,858     | 31%      |
| カナダ               | 628,9641    | 64,944    | 149,732    | 214,676    | 34%      |
| フランス             | 8,410,0003  | 1,397,800 | 4,266,000  | 5,663,800  | 67%      |
| ギリシャ             | 230,0003    | 26,000    | 21,000     | 47,000     | 20%      |
| イギリス領インド帝国 | 1,440,4371  | 74,187    | 69,214     | 143,401    | 10%      |
| イタリア王国         | 5,615,0003  | 651,010   | 953,886    | 1,604,896  | 29%      |
| 大日本帝国           | 800,0003    | 415       | 907        | 1,322      | 1%未満   |
| モンテネグロ         | 50,0003     | 3,000     | 10,000     | 13,000     | 26%      |
| ネパール             | 200,000     | 30,000    | ?          | ?          | ?        |
| ニュージーランド     | 128,5251    | 18,050    | 41,317     | 59,367     | 46%      |
| ポルトガル           | 100,0003    | 7,222     | 13,751     | 20,973     | 21%      |
| ルーマニア           | 750,0003    | 250,000   | 120,000    | 370,000    | 49%      |
| ロシア               | 12,000,0003 | 1,811,000 | 4,950,000  | 6,761,000  | 56%      |
| セルビア             | 707,3433    | 275,000   | 133,148    | 408,148    | 58%      |
| 南アフリカ           | 136,0701    | 9,463     | 12,029     | 21,492     | 16%      |
| イギリス             | 6,211,9222  | 886,342   | 1,665,749  | 2,552,091  | 41%      |
| アメリカ合衆国       | 4,355,0003  | 116,708   | 205,690    | 322,398    | 7%       |
| 合計                 | 42,243,214  | 5,691,241 | 12,809,280 | 18,500,521 | 44%      |

## 備考
- ノルウェー—中立国として参戦しなかったが、大戦初期のアメリカ同様、親連合国的政策を取り、「中立の連合国」といわれた。
- ルクセンブルク—ベルギー同様ドイツ軍の侵攻を受けたが、宣戦布告は行わず、中立国であった。
- サンマリノ—イタリア参戦後、イタリアが警官を送って監視措置を開始する。またイタリア戦線の野戦病院を援助していたため、オーストリア＝ハンガリー帝国はサンマリノと断交している[19]。